# Parecag
Parecag (italien : Parezzago) est une localité située sur la riviera slovène. Elle appartient à la municipalité de Piran.
Sa population était de 1 043 habitants en 2020.